# Le auree mele del sole
Le auree mele del sole (The Golden Apples of the Sun) è una raccolta del 1953 di racconti fantascientifici e fantastici di Ray Bradbury.
Il titolo del libro deriva da uno dei racconti della raccolta. Bradbury trasse il titolo della sua storia dall'ultima riga della strofa finale della poesia The Song of Wandering Aengus (1899) di W. B. Yeats.

## Elenco dei racconti
- La sirena (The Fog Horn, 1951)
- La strega d'aprile (The April Witch, 1952)
- L'immensità (The Wilderness, 1952)
- Il frutto in fondo alla coppa (The Fruit at the Bottom of the Bowl, 1948)
- Il ragazzo invisibile (The Invisible Boy, 1945)
- La macchina volante (The Flying Machine, 1953)
- L'assassino (The Murderer, 1953)
- L'aquilone d'oro, il vento d'argento (The Golden Kite, the Silver Wind, 1953)
- Non ci vedremo più (I See You Never, 1947)
- Ricamo (Embroidey, 1951)
- La grande partita bianca e nera (The Big Black and White Game, 1945)
- Rumore di tuono (A Sound of Thunder, 1952)
- Il grande mondo laggiù (The Great Wideworld Over There, 1953)
- La centrale (Powerhouse, 1948)
- En la noche (En la noche, 1952)
- Sole e ombra (Sun and Shadow, 1953)
- Il prato (The Meadow, 1948)
- L'uomo della spazzatura (The Garbage Collector, 1953)
- Il grande incendio (The Great Fire, 1949)
- Addio (Hail and Farewell, 1953)
- Le auree mele del sole (The Golden Apples of the Sun, 1953)

## Adattamenti
Il racconto L'assassino fu adattato per la televisione italiana nel 1979 all'interno della miniserie Racconti di fantascienza.